# 利岑多夫
利岑多夫是德国巴伐利亚州的一个市镇。总面积25.86平方公里，总人口6011人，其中男性3007人，女性3004人（2011年12月31日），人口密度232人/平方公里。